# Quade Cooper

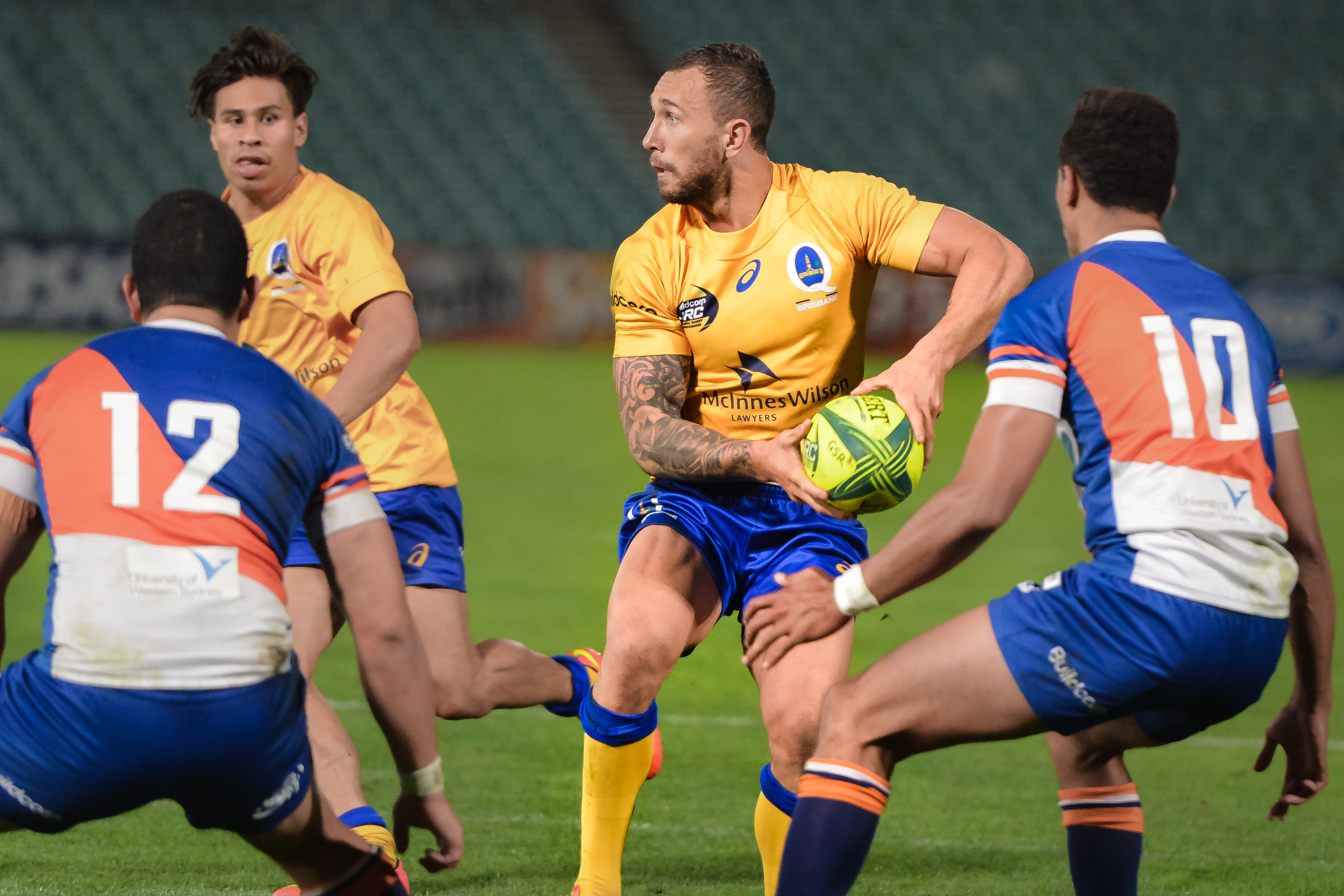
Cooper jugando para Brisbane City en el National Rugby Championship

Quade Santini Cooper (nacido en Auckland el 5 de abril de 1988) es un jugador de rugby de ciudadanía neozelandesa pero que representa internacionalmente a Australia. También ha competido ocasionalmente como boxeador. Su posición habitual es la de apertura. Actualmente juega para Kintetsu Liners en Japón, y es antiguo jugador de los Queensland Reds y los Melbourne Rebels en la competición del Super Rugby en Australia. 

## Primeros años
Cooper nació en Auckland, Nueva Zelanda el 5 de abril de 1988. Es maorí. Tiene tres hermanas, Shavarn, Georgie, y Pania y dos hermanos, Reuben y Moses. Cuando tenía un año de edad se trasladó con su familia a Tokoroa, donde lo criaron su madre y su padrastro, Ruhia y David Jones. Acudió a la Forest View High School, antes de ir a vivir a Brisbane, Australia con 13 años de edad en 2001.
En Brisbane, Cooper acudió a la Springwood State High School antes de ganar una beca para la Anglican Church Grammar School (Churchie), donde fue la estrella del primer equipo de rugby a XV en 2005 y 2006. Churchie compartió la Queensland GPS Premiership con Brisbane State High School en 2005.
Cooper jugó en todas las categorías del rugby union y rugby league en Waikato. Estuvo de gira por el Reino Unido como un primer cinco-ocho o zaguero con los Australian Schoolboys en 2005, junto a David Pocock y Lachie Turner. Se reincorporó al equipo en 2006. Jugó de apertura y ganó nueve caps escolares, lo que en aquel momento fue un récord. He also forced his way into the Reds' side as a teenager in 2006. Cooper fue elegido como reemplazo contra Japón en el NEstadio Nacional, Tokio en noviembre, ganando 29–22.

## Carrera

### Rugby

#### Clubes
Cooper se unió al programa de alto rendimiento financiado por la ARU[cita requerida]} con el National Talent Squad, y firmó con los Queensland Reds para la temporada de 2007.
Hizo su debut con los Reds en el super 14, contra los Crusaders en el Jade Stadium de Christchurch. Logró su primer ensayo en el Super Rugby el 3 de marzo de 2007, contra los Lions en Suncorp Stadium.[cita requerida].
En 2010 fue nombrado "Jugador del Año" del Super 14.«Queensland Reds flyhalf Quade Cooper named Super 14 player of the series». Fox Sports Australia. 26 de mayo de 2010.
En 2011 firmó con el agente de jugadores Khoder Nasser.
Cooper también ganó el super 15 con los Reds en 2011, y contribuyó a la victoria de los Reds en el Super Rugby de 2011. 
En la semana 18 del Super Rugby 2012, Cooper vio la cartulina amarilla por un placaje alto sobre el anterior compañero de los Reds y en la selección nacional, Berrick Barnes; más tarde le sancionaron con una semana de suspensión. 
El 7 de marzo de 2014, Cooper batió el récord de Elton Flatley de 629 puntos, así como el máximo puntuador para los Red en la victoria 43-33 sobre los Cheetahs. El 5 de mayo de 2014, Cooper recibió su 100.ª Super Rugby cap para los Reds en un partido contra los Auckland Blues en Eden Park. 
El 21 de abril de 2015, se anunció que Cooper se había comprometido en un contrato de dos años con el equipo del Top 14 francés Toulon, a hacer efectivo después de la Copa Mundial de Rugby de 2015, sin embargo, esto no ha sido confirmado por Cooper y siguió las especulaciones de que seguiría al final con los Queensland Reds.
El 3 de noviembre se anunció a los medios que Cooper como miembro del equipo RC Toulon para la temporada 2015–16. Cooper pidió perdón a la amplia base de fans de Toulon por lo «dilatado de las negociaciones», que le permitieran quedar liberado si lo llamaban al equipo australiano de Seven para los Juegos Olímpicos. Cooper se unió a otros antiguos jugadores australianos Matt Giteau y Drew Mitchell, James O'Connor y Sales Ma'afu en el club francés. En su debut contra Montpellier, Cooper ayudó a lograr varios ensayos.
Cooper regresó a los Queensland Reds para la temporada 2017 del Super Rugby después de un breve tiempo jugando para el Toulon y Rugby sevens para el Australia en 2016. Jugó doce de los quince partidos de la temporada 2017 de Super Rugby y marcó setenta y cuatro puntos, jugando como medio apertura titular. 
A finales de 2017 se dijo que Cooper saldría de los Reds antes del comienzo de la temporada 2018 del Super Rugby. Se reveló que el nuevo entrenador, Brad Thorn dijo a Cooper que «era el quinto en sus preferencias como medio apertura y no formaba parte de sus planes» para la franquicia y no se le necesitaría en el entrenamiento. Se sugirió que Cooper jugaría rugby para los Souths. Los Reds, bajo Thorn entonces firmaron con dos colegas de Cooper en el campeonato de 2011 Jono Lance y el utility back Ben Lucas. Mientras tanto, Cooper pasó la mayor parte de 2018 jugando para los Souths, capitaneando el equipo de Queensland Premier Rugby a una semifinal eliminatoria en agosto de 2018.
En 2018, Cooper y anteriores compañeros en los Reds Karmichael Hunt y James Slipper estuvieron en los 36 seleccionados para el equipo de NRC de Brisbane City. Los tres firmarían con franquicias rivales para la siguiente temporada, Cooper en los Rebels derrotaría a los Reds de Thorn dos veces, como haría Hunt con los Waratahs, mientras que Slipper en los Brumbies perdería ante los Reds en Brisbane sin embargo, ganó en casa, en Canberra.
El 23 de octubre, se anunció que Cooper había firmado un contrato de un año con los Melbourne Rebels, siendo buscado por el entrenador de los Rebels Dave Wessels.
Después de un buen comienzo de temporada, los Rebels tuvieron una mala continuación y acabó el 11.º, perderse un puesto de comodín en la final. En el aspecto personal, los Rebels de Cooper consiguieron dos victorias tanto en casa como fuera contra los Reds de Queensland entrenados por Brad Thorn quien había «expulsado» a Cooper de la franquicia de su casa.
Luego se unió a los Kintetsu Liners en Japón para la temporada 2019–20 junto con su compañero Will Genia. En 2020 Kintetsu y los Rebels firmarían un acuerdo de asociación, dejando la puerta entreabierta para que Cooper regresara al Super Rugby con los Rebels.

#### Internacional
Cooper estuvo entre los siete jugadores de Super 14 incluidos en el equipo de rugby union australiano menores de 20 después de que el entrenador Brian Melrose confirmase la lista de llamados para el 2008 IRB Junior World Championship inaugural en junio. Cooper impresionó, quedando tercero en más conversiones, después de Francois Brummer y Trent Renata de Nueva Zelanda. Australia tenía el equipo más joven y pesado del torneo. Después de recibir honores de grado de edad, Cooper fue más tarde seleccionado para Australia en su gira de fin de año 2008. 

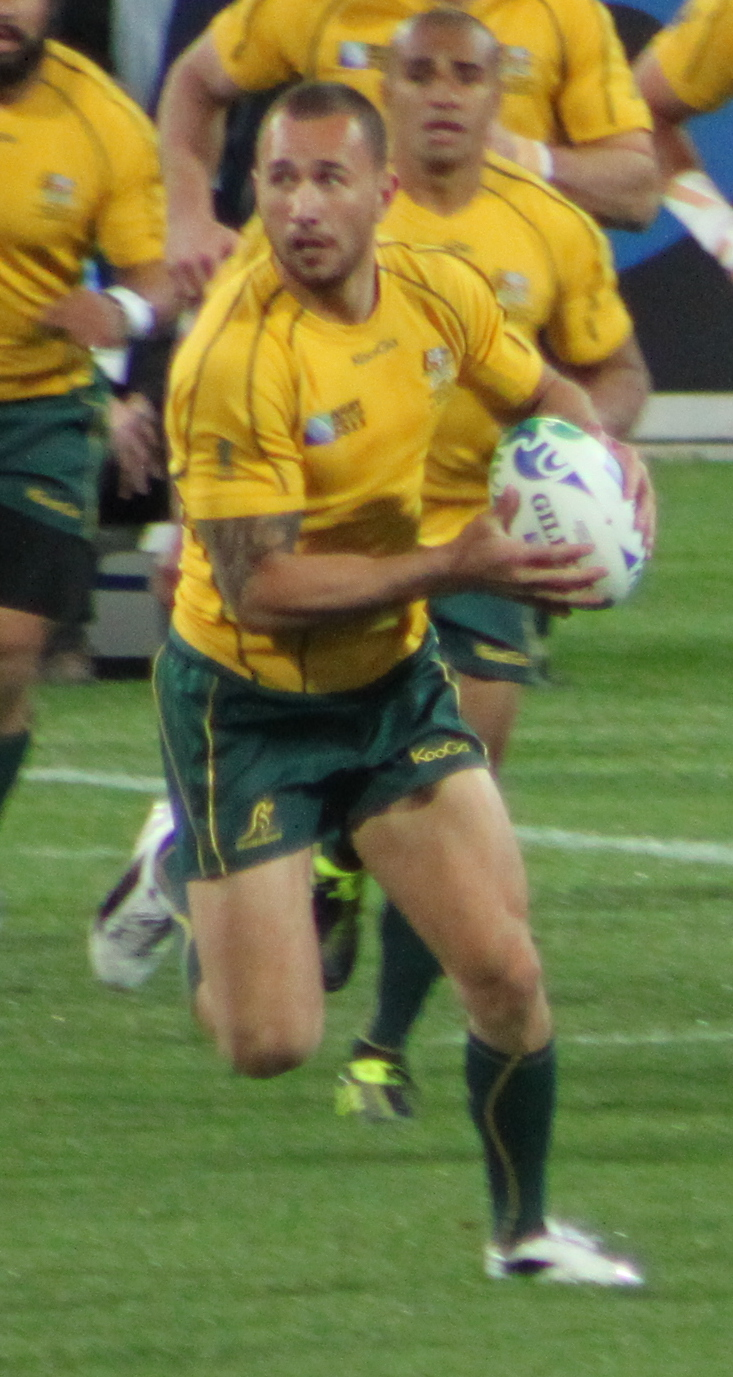
Cooper jugando con Australia en la Copa Mundial de Rugby de 2011.

En noviembre de 2008 Cooper debutó internacionalmente frente a Italia, saliendo del banquillo para marcar un ensayo vencedor, cuando faltaban ocho minutos, en una victoria 30–20. Hizo otras dos apariciones desde el banquillo contra Francia y Gales antes de jugar en el histórico partico contra los Barbarian F.C. en el estadio de Wembley. Marcó la celebración de la victoria de Australia de la medalla de oro de rugby en los Juegos Olímpicos de Londres de 1908. Cooper se vio involucrado en una pelea en la touch entre Federico Pucciariello después de pelear contra los carteles publicitarios y necesitaba ser separado por colegas y advertido verbalmente por el árbitro Chris White.
Cooper ganó su primer debut como titular, jugando como segundo cinco-ocho, durante el test final contra Italia en Melbourne durante la serie de junio de 2009. Apareció ocho veces con Australia, como titular en los cuatro partidos en la gira de Grand Slam desde la posición de segundo cinco-ocho. Cooper destacó en la gira y logró alabanzas del gran jugador galés Barry John después de una victoria sobre Gales en el Millennium Stadium.
En el Tres Naciones de 2010 vio la tarjeta amarilla en el partido contra Sudáfrica por un placaje peligroso sobre Morne Steyn. Más tarde fue suspendido por dos partidos contra Nueva Zelanda (para los dos enfrentamientos por la Copa Bledisloe en Melbourne y Christchurch). Regresó de la suspensión para enfrentarse a Sudáfrica en Pretoria y Bloemfontein. Estuvo en el partido final del Tres Naciones contra los All Blacks en una pérdida 22–23 en el ANZ Stadium de Sídney. Cooper participó en todos los partidos de la gira de primavera de los Wallabies, jugando como medio apertura. Participó en todos los partidos del Tres Naciones de 2011, y cuando su compañero James O'Connor fue suspendido para el choque decisivo, contra los All Blacks en el Suncorp Stadium, a Cooper le correspondió la responsabilidad de patear; los Wallabies acabaron ganando el partido 25-20, asegurando el único título de las Tres Naciones de Australia desde 2001 en la edición final de la competición.
Seleccionado para la Copa del Mundo de Rugby de 2011, jugó todos los partidos como apertura titular. No obstante, no jugó al nivel mostrado con los Reds y durante el Seis Naciones. Con el público neozelandés en su contra, porque antes usó su rodilla contra la cara del capitán neozelandés Richie McCaw. El entrenador, Robbie Deans, a través de su experiencia con lo judicial, pudo sacarlo, según los medios y el entrenador neozelandés. Una evaluación más justa es que Cooper fue el blanco de los medios y las multitudes de Nueva Zelanda y tuvo una serie mediocre.
Cooper luchó en su semifinal contra los All Blacks. En el partido por el tercer puesto en Eden Park contra Gales, que ganó Australia, tuvo que abandonar en el minuto 20 con una lesión del ligamento cruzado anterior lo que le hizo perderse las primeras semanas de la temporada de Super Rugby de 2012. En la conferencia de prensa posterior al partido, el entrenador Robbie Deans confirmó que creía que la lesión había estado relacionada con el ligamento cruzado anterior de Cooper.
En 2013, después de que despidieran a Deans como seleccionador de los Wallabies y fuese reemplazado con el anterior entrenador de los Reds, Ewen McKenzie, Cooper hizo su primera aparición con los Wallabies tras una larga ausencia en el primer test match del Rugby Championship 2013, saliendo del banquillo para jugar los 20 minutos finales en un esfuerzo perdido contra los All Blacks. Fue titular, como medio apertura, en el resto del campeonato.
Seleccionado como apertura para el enfrentamiento contra los All Blacks en el Forsyth Barr Stadium en Dunedin (el 19 de octubre), Cooper hizo un gran partido; pateando 3 de 3 conversiones, 3 de 3 golpes de castigo, haciendo un drop, 3 placajes que evitaron ensayo, 2 rupturas de línea y preparó un ensayo para su compañero de equipo, Adam Ashley-Cooper. A finales de octubre, fue nombrado vicecapitán para el partido de la Cook Cup contra Inglaterra.

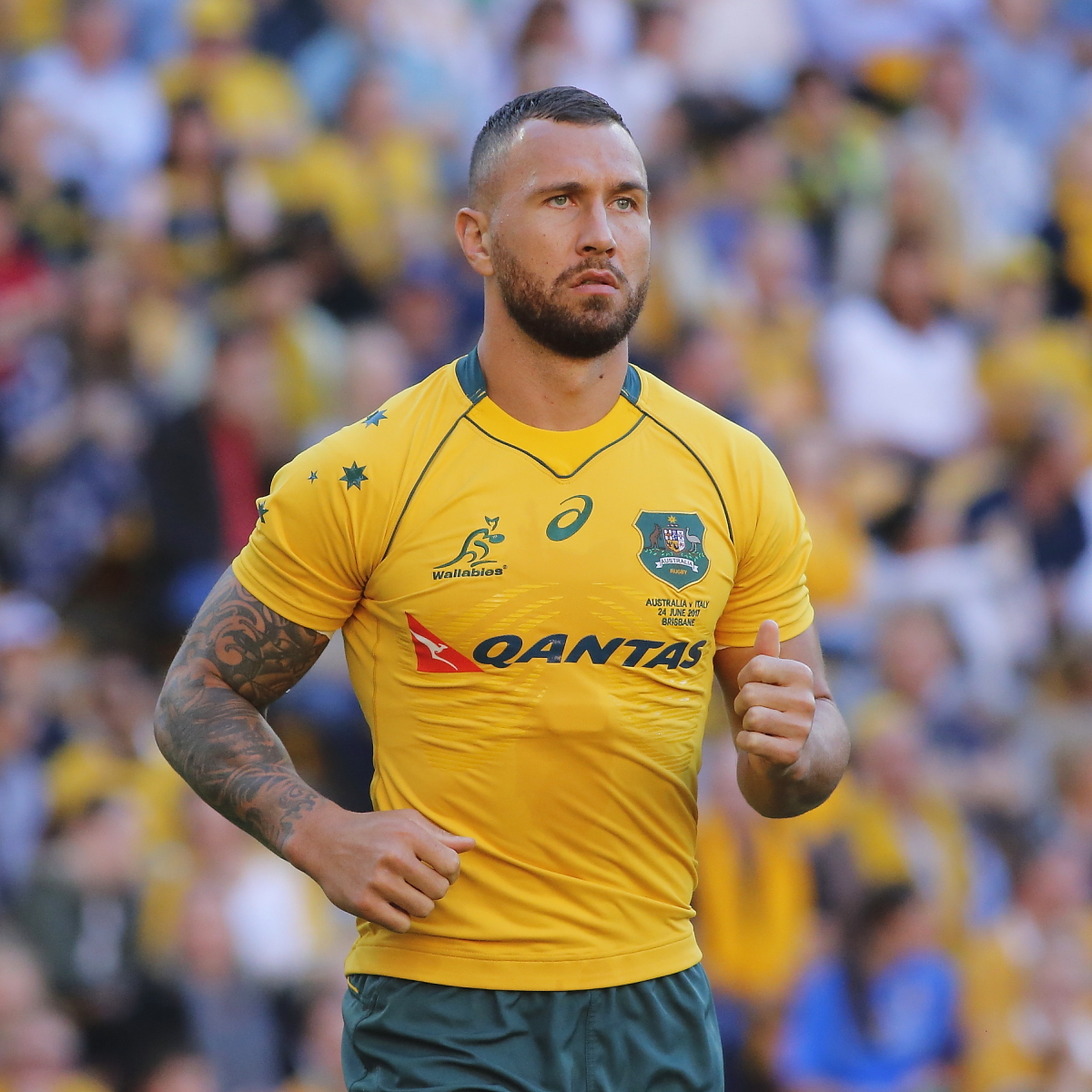
Cooper jugando con Australia en 2017

En 2015 Cooper y los wallabies se proclaman campeones de Rugby Championship 2015 al derrotar a los All Blacks por 27-19 en el Estadio ANZ de Sídney Seleccionado para formar parte de la selección australiana que participa en la Copa Mundial de Rugby de 2015, no es, sin embargo, titular, sino suplente tanto en el primer partido, contra Fiyi, como en el tercero, la decisiva victoria wallabie frente a Inglaterra, que dejó a los anfitriones fuera del campeonato. Sí que lo hizo, en cambio, en la aplastante victoria de Australia sobre Uruguay, 65-3; en este partido fue sancionado con una exclusión temporal y aportó cinco transformaciones.
Cooper se unió al equipo de Sevens de Australia en el período previo a los Juegos Olímpicos de Verano de 2016, comenzando con la etapa de Sídney para la Serie Mundial de Sevens. Cooper marcó su primer ensayo en sevens para el equipo australiano de rugby seven el 6 de marzo de 2016 en la victoria 36–7 contra Inglaterra. Sin embargo, Cooper fue más tarde eliminado del equipo en mayo de 2016. Cooper consideró que le habían quitado por no tener pasaporte australiano en aquella época, pues la ciudadanía de un país es requisito para representarlo en los Juegos Olímpicos.
Cooper fue seleccionado para el equipo australiano para los tests de junio contra Fiyi, Escocia e Italia, aunque prefirieron a Bernard Foley como titular. Las dos victorias y una derrota contra Escocia sería la última aparición de Cooper en un partido hasta 2021 pues fue ignorado por Cheika para la gira de primavera de 2017, siendo elegido, en cambio, para el equipo Barbarians FC con Alan Jones de capitán, con un estilo de juego fluido que sorprendió a los Wallabies, lograron una estrecha victoria por 31-28 en Sídney.
Más adelante, Cooper estuvo años ausente de convocatorias para los Wallabies, hasta 2021. Antes del primer test de la Bledisloe Cup, circularon rumores de que Cooper volvería a los Wallabies como consecuencia de las restricciones COVID de Australia, y la falta de forma de los aperturas de Australia durante la temporada de Super Rugby AU y Trans Tasman. El 25 de julio, se anunció formalmente que Cooper había sido incluido en el equipo, junto con su antiguo compañero en los Reds, Duncan Paia'aua como recién llegados a la configuración de prueba de Dave Rennie. En la jornada 4 del Rugby Championship 2021, Cooper fue seleccionado por Rennie como titular como su apertura preferido por delante del actual Lolesio, que también estuvo ausente del partido del 23. Sería la primera aparición de Cooper en 1541 días, habiendo sido su última cap quince minutos saliendo del banquillo contra Italia en Brisbane. 
Cooper logró 23 de 28 puntos, con un perfecto acierto 8 sobre 8 de tiro a palas, incluyendo un penalty desde 43 metros para acabar ganando a los Springboks 28-26.
 Ha jugado los dos partidos contra Sudáfrica como titular y el partido contra Argentina.

### Boxeo
En noviembre de 2012, Cooper anunció que boxearía el 8 de febrero de 2013. Peleó como un peso semipesado contra el veterano Muay Thai Barry Dunnett, ganando por KO en el primer round knockout.
El 29 de enero de 2014, Cooper luchó contra Warren Tresidder, de 40 años, en Brisbane. Cooper ganó con un KO técnico en el 4.º asalto.
El 31 de enero de 2015, Cooper iba a volver a pelear, esta vez contra Chauncy Welliver. Sin embargo, fue obligado a renunciar.

## Posible cambio alrugby league
Cooper creció jugando rugby league con Shaun Kenny-Dowall e incluso estuvo a punto de unirse a los Melbourne Storm (equipo de la NRL) en 2008. Se rumoreó, en agosto de 2010, que Cooper estaba considerando cambiar a rugby league y jugar para los Parramatta Eels en la temporada 2011 de la NRL. Esto habría significado que Cooper sacrificase su posición con los Wallabies. Se especuló con una cifra de $850.000, y se dijo que Parramatta ofreció a Cooper millón y medio por tres años. La cuestión se resolvió en septiembre, cuando Cooper firmó un contrato de un año con la Australian Rugby Union. Dijo que aunque encontraba halagadora la oferta de Parramatta, aún veía su futuro en el rugby union. Para 2011 quería seguir con los Reds, y esperaba seguir con los Wallabies y representar a Australia en la Copa Mundial de Rugby de 2011.

## Vida personal
Cooper es primo del internacional escocés y de los British and Irish Lions, Sean Maitland y es primo de Cheyenne Campbell. Cooper ha tenido relaciones muy conocidas, de forma destacada con Stephanie Rice y, recientemente, Laura Dundovic.
En 2021, Cooper se quejó de que aún no había podido obtener la ciudadanía australiana, a pesar de su carrera con los Wallabies. Había vivido en Australia desde los 13 años de edad. El 14 de septiembre de 2021, después de que Cooper hubiera vuelto a la selección nacional, ayudando a ganar en el partido del Rugby Championship 2021 contra los Springboks, el ministro australiano de Inmigración, Alex Hawke anunció que en el futuro se flexibilizarían los requisitos de residencia para obtener la ciudadanía para los «pretendientes más distinguidos a la ciudadanía australiana» debido a las «exigencias únicas del trabajo y los viajes», aunque no mencionó expresamente a Cooper.

## Controversias

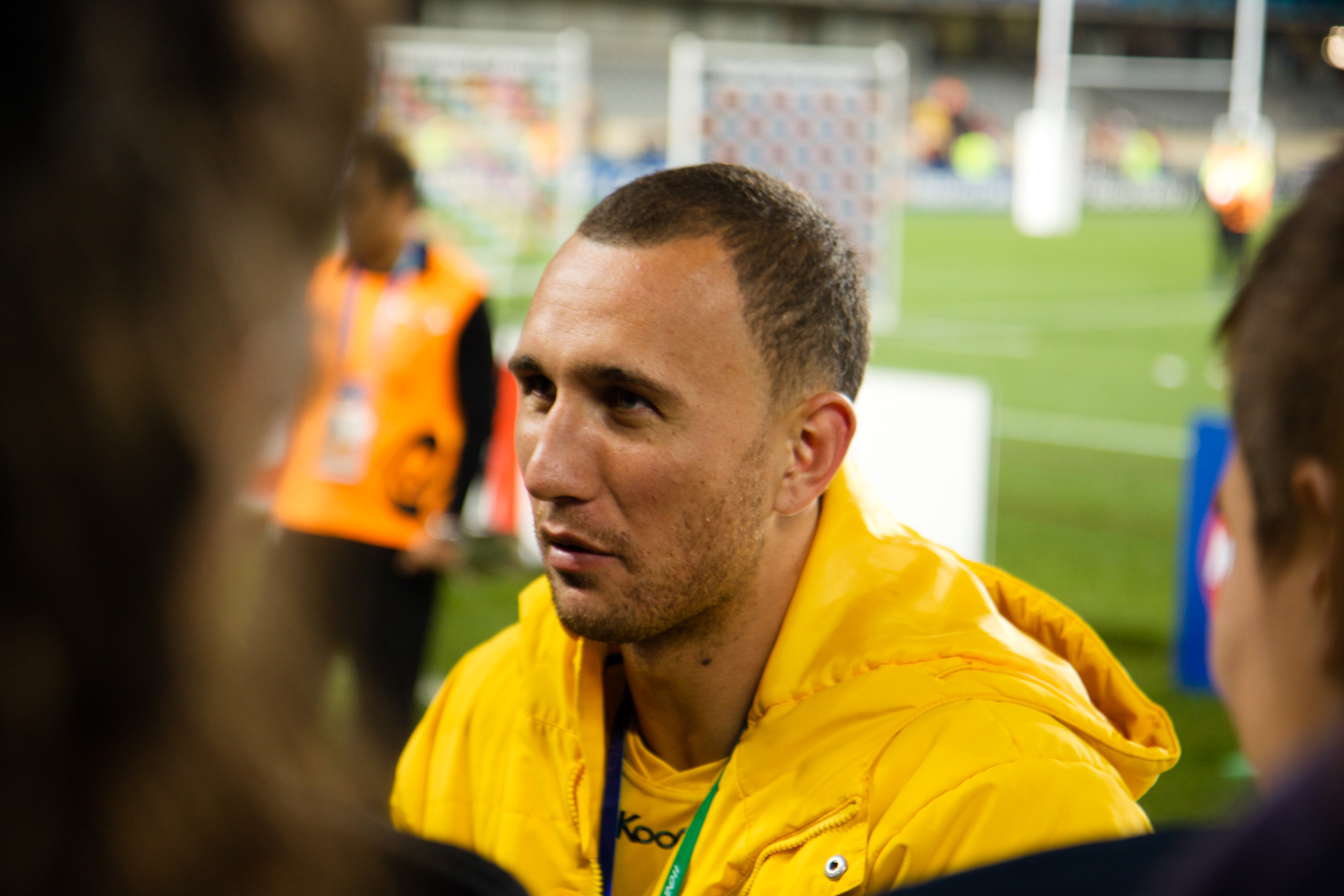
Cooper en 2011

En diciembre de 2009 la policía imputó a Cooper un robo después de que supuestamente se llevara dos portátiles de una residencia en Gold Coast. La acusación fue retirada después de «terminarse un proceso de mediación con los demandantes».
En agosto de 2011, Cooper fue acusado de dar un rodillazo intencionalmente a Richie McCaw en la cara en el partido de las Tres Naciones 2011, pero una audiencia judicial SANZAR en Brisbane desestimó el cargo.
En septiembre, Cooper tuiteó comentarios ofensivos respecto a los Wallabies, incluyendo críticas del estilo defensivo y falta de aportación de los jugadores con el entrenador Robbie Deans, entrenamientos inadecuados, y un "ambiente tóxico". También afirmó que no volvería a jugar con los Wallabies en esas condiciones. Como resultado de este estallido en público, Cooper fue sancionado con una multa récord de $60,000 (de los cuales $20,000 eran una sentencia suspendida de dos años) y se le sancionó sin jugar tres partidos con los Wallabies. Se creyó que esto llevaría a que Cooper abandonase el rugby australiano; sin embargo, terminó firmando de nuevo con los Reds y la ARU.
En mayo de 2016, Cooper afirmó que había sido echado del equipo nacional de Sevens para los Juegos Olímpicos debido a que no tenía la ciudadanía australiana. Se supo así que viajaba con el pasaporte neozelandés mientras jugaba internacionalmente para Australia.

## Premios y reconocimientos
- Gira de 2005 de la selección de rugby nacional de colegiales australianos
- Gira de 2006 de la selección de rugby nacional de colegiales australianos
- Gira de 2007 de la selección de rugby australiana sub-19
- Gira de 2007 Queensland Reds
- Gira de 2008 de la Selección de rugby de Australia
- Premios:  2010 Investec Bank Super 14 Australian player of the series.[63]
- Mejor atleta de Australia (temporada 3): ganador de la serie
- Campeón del Super Rugby 2011
- Campeón del Tres Naciones 2011